# Rạp xiếc Bình Nhưỡng
Rạp xiếc Bình Nhưỡng là một toà nhà đa chức năng nằm ở Bình Nhưỡng, Bắc Triều Tiên. Nó được hoàn thành vào năm 1989.
Rạp xiếc có diện tích sàn 54.000 m². Có các phương tiện để nhào lộn, bơi nghệ thuật, các pha nguy hiểm trên băng và biểu diễn động vật. Nó cũng là một trong những nhà hát được sử dụng cho Liên hoan Văn nghệ Hữu nghị Mùa xuân Tháng Tư.